# Verónica (nombre)
Verónica es un nombre de pila de mujer en español, procede del griego Βερενίκη (Berenice), forma dialectal macedonia de Φερενίκη (Ferenike), "portadora de la victoria". Está muy extendida, sin embargo, una etimología popular medieval que interpreta el nombre como vera icon, "imagen verdadera".
La tradición cristiana adjudica este nombre a santa Verónica, la mujer que, durante el Viacrucis, tendió a Cristo un velo para que enjugara el sudor y la sangre. En la tela quedaron milagrosamente impresas las facciones del Redentor.
En el folclore contemporáneo español circulan numerosas versiones de una leyenda urbana cuya protagonista se llama también Verónica.